# تپه میر عزیزی
تپه میر عزیزی مربوط به دوران پیش از تاریخ ایران باستان - است و در شهرستان صحنه، بخش مرکزی، روستای میرعزیزی واقع شده و این اثر در تاریخ ۴ خرداد ۱۳۸۴ با شمارهٔ ثبت ۱۱۸۰۸ به‌عنوان یکی از آثار ملی ایران به ثبت رسیده است.